# Aphalara tecta
Aphalara tecta är en insektsart som beskrevs av William Miles Maskell 1898. Aphalara tecta ingår i släktet Aphalara och familjen rundbladloppor. Inga underarter finns listade i Catalogue of Life.